# A Lyga 1998-99
La A Lyga 1998-99 fue la novena edición del torneo de fútbol más importante de Lituania que se jugó del 10 de julio de 1998 al 1 de junio de 1999 y que contó con la participación de 13 equipos.
El FK Zalgiris ganó su tercer título de liga.

## Clasificación
| Pos. | Equipo          | Pts. | PJ | G  | E | P  | GF | GC | Dif. | Clasificación o descenso                      |
| ---- | --------------- | ---- | -- | -- | - | -- | -- | -- | ---- | --------------------------------------------- |
| 1    | Žalgiris (C)    | 59   | 23 | 18 | 5 | 0  | 68 | 8  | +60  | Primera Ronca Clasificatoria Champions League |
| 2    | Kareda Šiauliai | 58   | 23 | 18 | 4 | 1  | 67 | 11 | +56  | Ronda Clasificatoria UEFA Cup                 |
| 3    | FBK Kaunas      | 57   | 23 | 18 | 3 | 2  | 57 | 14 | +43  | Ronda Clasificatoria UEFA Cup                 |
| 4    | Ekranas         | 41   | 23 | 12 | 5 | 6  | 45 | 20 | +25  | Primera Ronda Intertoto Cup                   |
| 5    | Inkaras         | 37   | 23 | 11 | 4 | 8  | 34 | 27 | +7   |                                               |
| 6    | Atlantas        | 28   | 23 | 8  | 4 | 11 | 34 | 33 | +1   |                                               |
| 7    | Banga           | 26   | 23 | 7  | 5 | 11 | 18 | 30 | −12  |                                               |
| 8    | Nevėžis         | 25   | 23 | 7  | 4 | 12 | 17 | 36 | −19  |                                               |
| 9    | Dainava         | 25   | 23 | 8  | 1 | 14 | 24 | 53 | −29  |                                               |
| 10   | Žalgiris-2 (D)  | 21   | 23 | 6  | 3 | 14 | 25 | 60 | −35  | Desciende a la 1 Lyga                         |
| 11   | Jėgeriai (D)    | 20   | 23 | 6  | 2 | 15 | 22 | 48 | −26  | Desciende a la 1 Lyga                         |
| 12   | Lokomotyvas (D) | 12   | 23 | 4  | 0 | 19 | 12 | 47 | −35  | Playoff de Descenso                           |
| 13   | Mastis (D)      | 3    | 12 | 1  | 0 | 11 | 4  | 40 | −36  | Abandonó y descendió                          |

 Fuente: RSSSF.com
Notas:
1. ↑  Žalgiris-2 fue descendido por las nuevas regulaciones de la LFF debido a que es equipo filial del Žalgiris.
2. ↑  Jėgeriai fue descendido por las nueva regulaciones de la LFF debido a que es equipo filial del FBK Kaunas.
3. ↑  Lokomotyvas ganó el play-off de descenso, pero después abandonó la liga y fue disuelto.
4. ↑  Mastis abandonó la liga tras 12 jornadas.

## Resultados
| Local \ Visitante | ATL | BAN | DAI  | EKR | FBK | INK | JĖG | KAR | LOK | MAS | NEV | ŽAL  | ŽL2 |
| ----------------- | --- | --- | ---- | --- | --- | --- | --- | --- | --- | --- | --- | ---- | --- |
| Atlantas          |     | 0–1 | 1–3  | 1–1 | 1–2 | 3–1 | 7–1 | 0–3 | 3–1 |     | 0–1 | 1–2  | 2–0 |
| Banga             | 0–0 |     | 2–0  | 0–2 | 2–1 | 0–0 | 1–2 | 1–2 | 2–0 | 3–1 | 2–1 | 1–3  | 1–1 |
| Dainava           | 2–1 | 0–0 |      | 0–5 | 0–1 | 1–2 | 0–1 | 0–2 | 2–0 |     | 2–3 | 1–3  | 2–1 |
| Ekranas           | 0–0 | 4–0 | 3–1  |     | 1–2 | 2–0 | 1–0 | 2–2 | 2–1 |     | 2–2 | -:+  | 4–0 |
| FBK Kaunas        | 1–0 | 1–0 | 12–0 | 2–1 |     | 4–2 | 3–0 | 1–1 | 2–0 |     | 3–0 | 1–1  | 5–1 |
| Inkaras           | 2–1 | 2–0 | 2–1  | 0–3 | 0–2 |     | 0–0 | 1–3 | 2–0 | 5–1 | 3–0 | 0–2  | 3–0 |
| Jėgeriai          | 1–3 | 0–0 | 2–3  | 1–2 | 0–5 | 0–4 |     | 1–2 | 3–1 | 3–0 | 2–1 | 0–1  | 0–2 |
| Kareda Šiauliai   | 6–0 | 5–1 | 3–0  | 1–1 | 2–0 | 2–1 | 4–0 |     | 7–0 | 9–0 | 2–0 | 0–0  | 3–1 |
| Lokomotyvas       | 1–5 | 0–1 | 0–2  | 0–1 | 1–2 | 0–1 | 1–0 | 0–1 |     | 1–0 | 0–1 | 0–1  | 0–3 |
| Mastis            | 0–1 |     | 0–1  | 0–8 | 0–1 |     |     |     |     |     |     | 0–6  | 2–1 |
| Nevėžis           | 0–2 | 1–0 | 0–1  | 1–0 | 0–2 | 0–0 | 2–1 | 0–3 | 1–2 | 1–0 |     | 1–1  | 0–0 |
| Žalgiris          | 2–0 | 3–0 | 5–0  | 3–0 | 1–1 | 1–1 | 3–0 | 1–0 | 5–1 |     | 6–0 |      | 8–0 |
| Žalgiris-2        | 2–2 | 1–0 | 4–2  | 3–0 | 0–3 | 1–2 | 2–4 | 0–4 | 0–2 |     | 2–1 | 0–10 |     |

## Playoff de Descenso
| Equipo 1       | Agr. | Equipo 2    | Ida | Vuelta |
| -------------- | ---- | ----------- | --- | ------ |
| Lietava Jonava | 4–5  | Lokomotyvas | 3–0 | 1–5    |